# Ďábel v Praze
Ďábel v Praze je pětidílný cyklus České televize na náměty pražských pověstí z roku 1996; scénář napsali Eduard Verner a Rudolf Ráž, režíroval Otakar Kosek. Premiéru prvého dílu vysílali 8. ledna 1997 na kanále ČT1.

## Obsazení
| Boris Rösner       | Pán pekel          |
| Viktor Maurer      | Löw                |
| Josef Langmiler    |                    |
| Jiří Zahajský      |                    |
| Jan Teplý          |                    |
| Václav Sloup       |                    |
| Vlastimil Zavřel   |                    |
| Vladimír Dlouhý    |                    |
| Kateřina Lojdová   |                    |
| Pavel Mang         |                    |
| Oldřich Navrátil   | záhadolog          |
| Martin Štěpánek    | Rudolf II.         |
| Zlata Adamovská    | Kateřina Di Strada |
| Jan Kanyza         | alchymista Scotta  |
| Stanislav Tříska   | mnich              |
| Kamil Halbich      | mnich              |
| Luděk Munzar       |                    |
| Josef Vinklář      |                    |
| Stanislav Zindulka |                    |
| Jiří Štěpnička     |                    |

### Seznam dílů
1. O staviteli chrámu cizinci Petrovi Parléřovi, staviteli chrámu a jeho smlouvě
2. O Mistru Hanušovi, zázračném horologiu a věrolomných konšelích
3. O alchymistovi Scottovi, Rudolfu II. a elixíru života
4. O Golemovi, topiči Markertovi a císaři šílenství
5. O katu Mydlářovi, strašlivé popravě a očarovaném meči